# Kelurahan Dusun Baru (Tabir)
Kelurahan Dusun Baru is een bestuurslaag in het regentschap Merangin van de provincie Jambi, Indonesië. Kelurahan Dusun Baru telt 6499 inwoners (volkstelling 2010).